# Henri de Lacaze-Duthiers
Félix Joseph Henri de Lacaze-Duthiers fue un anatomista, biólogo y zoólogo francés, nacido el 15 de mayo de 1821 en Montpezat (Lot y Garona) y fallecidto el 21 de julio de 1901 en Las Fons (Dordoña).

## Biografía
Estudió medicina en París. Asiste a los cursos de Henri-Marie Ducrotay de Blainville (1777-1850) y de Henri Milne-Edwards (1800-1885) y resulta, después de su licencia, su practicante en Sorbona. Es interno en el Hospital Necker cerca de Armand Trousseau (1801-1867). Obtiene su título de doctor en 1851 con la tesis De la Paracentèse de la poitrine, et des épanchements pleurétiques qui nécessitent son emploi.(Paracentesis de pecho, y derrames de pleura que necesitan su trabajo). En 1852, tiene que abandonar sus funciones después de haberse negado a prestar juramento después del golpe de Estado de Louis-Napoleón Bonaparte (1808-1873). Obtiene el doctorado en ciencias el año siguiente. Lacaze-Duthiers marcha entonces a Baleares para estudiar fauna marina, acompañado por su amigo Jules Haime (1824-1856).
Vuelve a París en 1854 y obtiene, gracias a Henri Milne-Edwards una plaza de profesor de zoología en la Facultad de Lille. El decano de la facultad no es otro que Louis Pasteur (1822-1895) que lo recomienda en 1863 como conferencista en la Escuela Normal Superior, donde Alfred Giard y Edmond Perrier son sus alumnos.
En 1864, comienza a reemplazar a Achille Valencianas (1794-1865) en el Museo nacional de historia natural y obtiene su cátedra de historia natural de moluscos, de vermes y de zoófitos el año siguiente. Fue elegido a la Academia de las ciencias en 1871. Funda dos laboratorios volcados a la biología marina: el laboratorio de Roscoff en 1872 y el laboratorio Arago en 1882 en Banyuls-sobre-Mar. Sus despojos están inhumados en el recinto de ese establecimiento.

## Obra

### Algunas publicaciones
Fue autor además de 250 publicaciones, sobre todo :
- Recherches sur l'armure génitale femelle des insectes Archivado el 3 de marzo de 2016 en Wayback Machine.. Ed. L. Martinet. Paris, 1853 (disertación).

- Voyage aux iles Baléares, ou Recherches sur l'anatomie et la physiologic de quelques mollusques de la Méditerranée. Librairie de V. Masson, Paris 1857.

- Histoire de l'organisation. Du développement, des moeurs et des rapports zoologiques du dentale (= Annales des sciences naturelles. Zoologie. 4. série, v. 6–7, ISSN 0150-9349). Librairie de V. Masson, Paris 1858.

- Un été d'observations en Corse et à Minorque, ou Recherches d'anatomie et physiologie zoologiues sur les invertébrés des ports d'Ajacio, Bonifacio et Mahon. Librairie de V. Masson, Paris 1861.

- Histoire naturelle du Corail. Bailliere, Paris u. a. 1864.

- Recherches de zoologie, d'anatomic et d'embryogérie sur les animaux des faunes maritimes de l'Algérie et de la Tunisie. Librairie de V. Masson, Paris 1866.

- Le monde de la mer et ses laboratoires. de Chaix, Paris 1888.

- Fauna de Golfo de León : coralliaires, zoanthaires sclerodermés (París, 1897).

Fue fundador de la revista Archives de zoologie experimental y general, que sería dirigida luego por su alumno Georges Pruvot (1852-1924), esa juega un rol considerable en la orientación de la investigación zoológico de su época. Participa igualmente en la fundación de la Asociación francesa para el Avance de las ciencias.

## Abreviatura (zoología)
La abreviatura Lacaze-Duthiers  se emplea para indicar a Henri de Lacaze-Duthiers como autoridad en la descripción y taxonomía en zoología.

## Fuente
- Philippe Jaussaud & Édouard R. Brygoo (2004). Del Jardín al Muséum en 516 biografías. Muséum nacional de historia natural de París : 630 p.

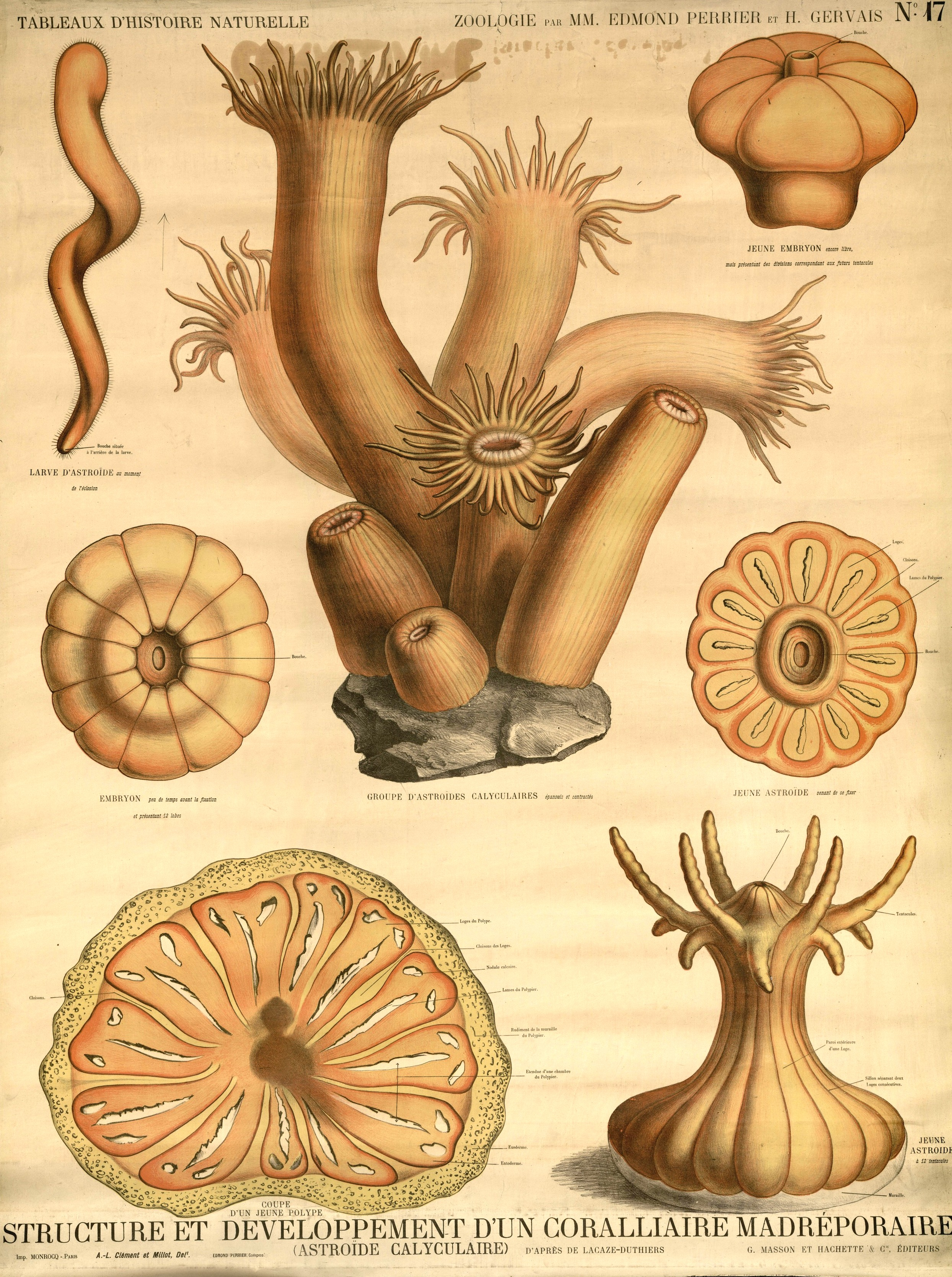
Plancha de Perrier y Gervais